# Willman 1
Willman 1 una galaxia enana de luminosidad ultrabaja o un cúmulo de estrellas. Willman 1 fue descubierta en 2004. Lleva el nombre de Beth Willman, investigadora del Haverford College, autora principal de un estudio basado en los datos de Sloan Digital Sky Survey.